# Progresywny jackpot

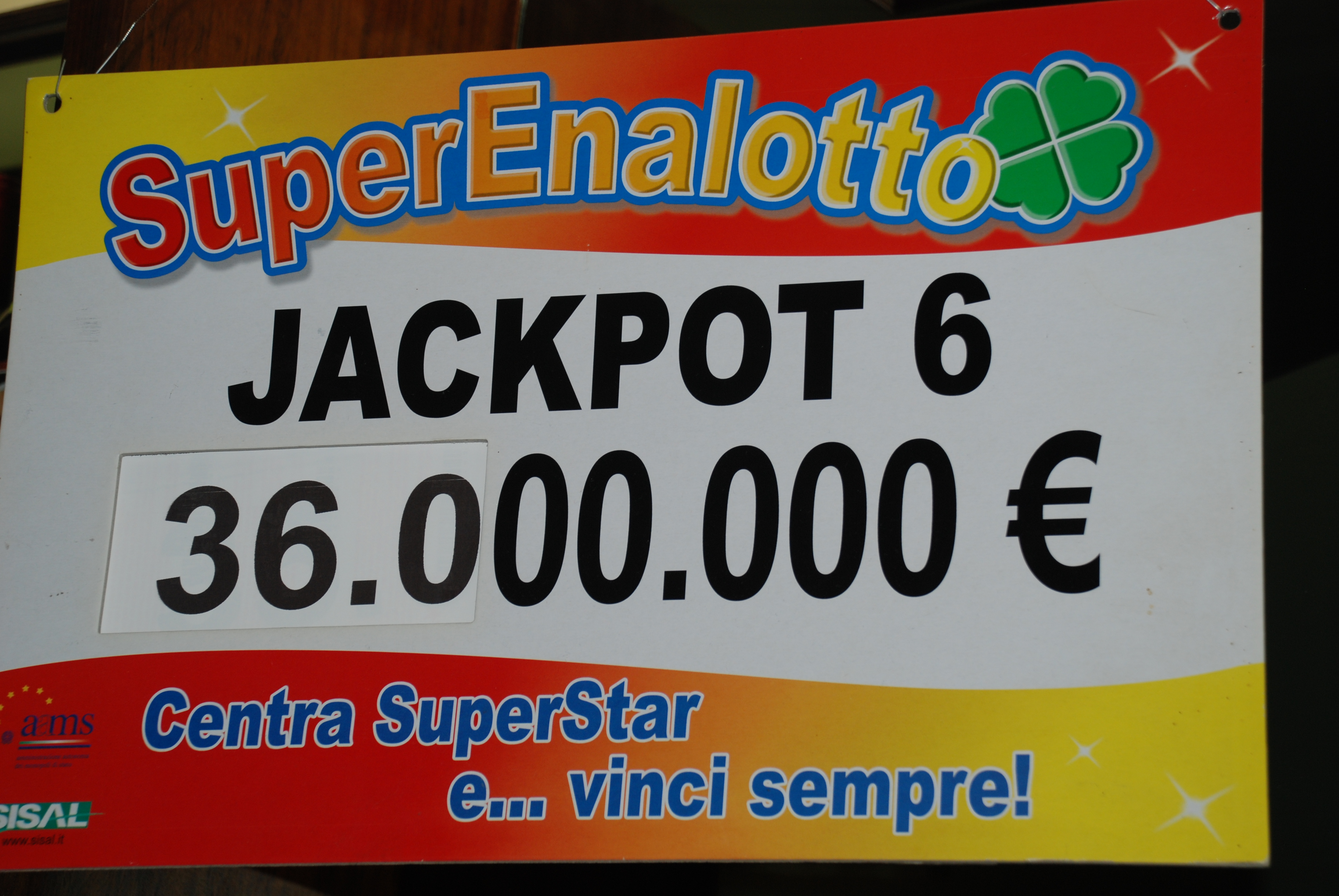
Obrazek przedstawia przykład progresywnego jackpota - zwiększono kwotę kumulacji ze względu na brak wygranej

Progresywny jackpot – dodatkowa pula, którą gracze mogą wygrać w określonych warunkach. Najczęściej spotykana jest w kasynowych automatach do gry takich, jak jednoręki bandyta, czy wideopoker, a także w niehazardowych automatach do gry, gdzie gracz może obliczyć moment kumulacji progresywnego Jackpota. Istotą progresywnego jackpota jest to, że możliwa do wygrania kwota rośnie z każdą rozegraną grą. Zazwyczaj kilka (lub nawet kilkadziesiąt) automatów do gry połączone jest w pewnego rodzaju sieć. Dzięki temu na kwota jackpota rośnie szybciej, bo „składa się” na nią większa liczba graczy jednocześnie.

## Licznik jackpota
Kwota jackpota wyświetlana jak wartość pieniężna na specjalnej tablicy (wyświetlaczu). Obecnie stosuje się wyświetlacze LED lub LCD. Licznik ma z zadanie zachęcać do gry, kusząc graczy wizją ogromnej wygranej. Gdy dany jackpot zostanie trafiony przez jednego z graczy, wspomniana wartość wraca do z góry ustalonego poziomu początkowego.

## Kwalifikacja do wygranej
Zazwyczaj jedynie gracze, którzy obstawiają maksymalną kwotę zakładu mają szansę na trafienie jackpota. Ale na jego kwotę składają się wszystkie zakłady, również te o mniejszej wartości. Standardem jest, że jackpot zdobywa się, trafiając najwyższą możliwą kombinację np. królewskiego pokera w wideopokerze lub pięć najcenniejszych symboli w jednorękim bandycie.